# Acido fulvico

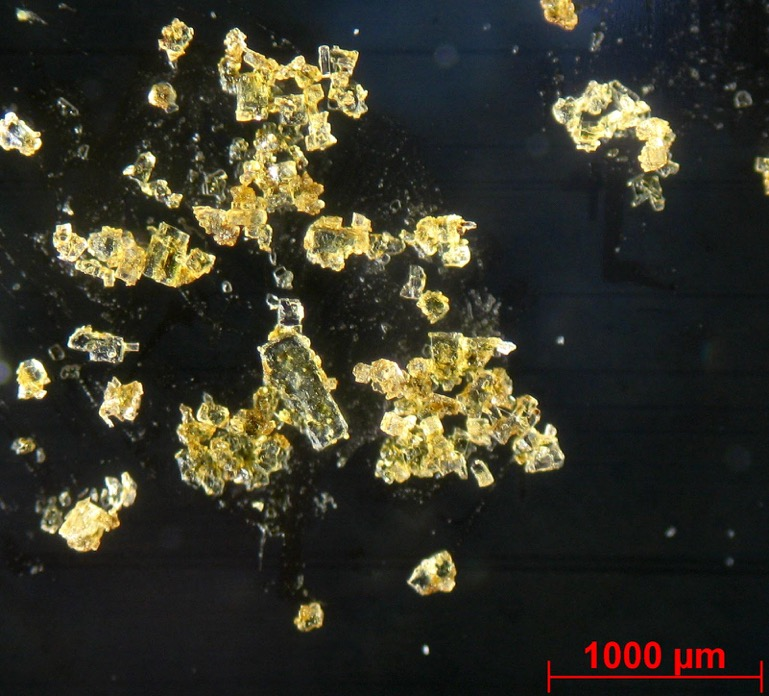
Acido fulvico al microscopio

Gli acidi fulvici sono acidi deboli prodotti dal decadimento del materiale organico presente nel terreno. In particolare, sono la frazione della sostanza humica solubile a qualsiasi pH.

## Caratteristiche
In generale gli acidi fulvici differiscono dagli acidi umici per un più basso peso molecolare, una struttura molecolare meno complessa, un contenuto minore di anelli aromatici, e una maggiore percentuale di ossigeno e di gruppi acidi, in particolare ossidrili e carbossili. Gli acidi fulvici inoltre, a differenza degli acidi umici, sono solubili in acqua. 
Come tutte le sostanze umiche, non essendo entità chimiche discrete, non sono rappresentabili da formule di struttura.